# Doryphoribius zyxiglobus
Doryphoribius zyxiglobus är en djurart som tillhör fylumet trögkrypare, och som först beskrevs av Horning, Schuster och Albert A. Grigarick 1978.  Doryphoribius zyxiglobus ingår i släktet Doryphoribius och familjen Hypsibiidae. Inga underarter finns listade i Catalogue of Life.